# Zatoka Ryska
Zatoka Ryska (łot. Rīgas jūras līcis, est. Liivi laht) – zatoka Morza Bałtyckiego pomiędzy Łotwą a Estonią.
Estońska wyspa Sarema (oraz znacznie od niej mniejsza – Muhu) odgradza zatokę od szerszych wód Morza Bałtyckiego. Zatoka z Morzem Bałtyckim połączona jest cieśninami Väinameri na północy i Irbe na północnym zachodzie. Oprócz wymienionych dwóch, w Zatoce Ryskiej znajduje się jeszcze wiele mniejszych wysepek należących do Estonii, a wśród nich najważniejsze: Kihnu, Ruhnu, Abruka i Manilaid. W północno-wschodniej części zatoki znajduje się mniejsza Zatoka Parnawska.
Najważniejsze miasta nad Zatoką to Ryga (Łotwa) i Parnawa (Estonia), a największe wpadające do niej rzeki to Dźwina, Lelupa i Gauja (Gauwa).
Międzynarodowa trasa E67 „Via Baltica” (Helsinki – Tallinn – Ryga – Kowno – Warszawa – Piotrków Trybunalski – Wrocław – Kłodzko – Hradec Králové – Praga) na swoim bałtyckim odcinku biegnie wzdłuż Zatoki i przecina łotewsko-estońską granicę w pobliżu łotewskiej miejscowości Ainaži.
W 1917 została stoczona bitwa w Zatoce Ryskiej pomiędzy flotą niemiecką a rosyjską.